# Motion Picture Daily
Motion Picture Daily a fost o revistă cotidiană americană axată pe industria cinematografică. Ea a fost publicată de Quigley Publishing Company, care a publicat și Motion Picture Herald. Revista a fost formată prin fuziunea a trei publicații existente deținute de Quigley: Exhibitors Trade Review, Exhibitors Daily Review și Motion Pictures Today. Primul număr a fost publicat în aprilie 1931. Revista a apărut până în 1972.

## Istoric
Martin Quigley a achiziționat mai multe reviste în anii 1910 și 1920. În 1931 el a început să le contopească în două reviste. Primele patru au fuzionat la sfârșitul anului 1930 și au format revista Motion Picture Herald, care a început să fie publicată pe 4 aprilie 1931. La scurt timp, Quigley a realizat fuziunea celorlalte trei publicații rămase, Exhibitors Trade Review, Exhibitors Daily Review și Motion Pictures Today pentru a forma Motion Picture Daily. Primul număr al revistei a ajuns la chioșcurile de ziare luni, 1 iunie 1931.
Motion Picture Daily a fost un concurent direct al publicației The Film Daily, având un tiraj între 5.000 și 8.000 de exemplare publicate zilnic. Deoarece avea sediul la New York, unde majoritatea studiourilor își mențineau sediul central, ea s-a axat mai mult pe probleme economice, de producție și de reglementare. În timp ce accentul revistei era pus pe știrile de ultimă oră, ea publica, de asemenea, recenzii ale fiecărui film nou pe măsură ce era lansat și a tipărit liste de distribuție și de echipe de producție. Una dintre secțiunile importante ale revistei în anii 1930 a fost „Box Office Check Up”, unde erau publicate informații despre distribuirea filmelor în cinematografe. Maurice Kann, supranumit „Red”, a fost redactorul inițial al revistei.